# Albert Bastardas i Boada
Albert Bastardas i Boada (Vilafranca del Penedès, 1951) és un sociolingüista català, que ha destacat com una de les figures principals en la renovació de la sociolingüística catalana. Catedràtic de Sociolingüística i d'Ecologia i Política Lingüístiques al Departament de Lingüística General de la Universitat de Barcelona d'ençà el 2003 fins a la seva jubilació el 2018. Fou director del Centre Universitari de Sociolingüística i Comunicació (CUSC-UB) des de la seva fundació el 1998 fins al 2010. A més a més, és membre de la Societat Catalana de Sociolingüística, del Consell Social de la Llengua Catalana i de l' UBICS - Universitat de Barcelona Institute of Complex Systems.
Al llarg de la seva carrera ha estat guardonat amb diversos premis, com ara l'accèssit al premi Sant Ramon de Penyafort (1984 i 1985), el premi a la recerca humanística de la Fundació Enciclopèdia Catalana el 1992, i el premi Idees Assaig Breu del Centre d'Estudis de Temes Contemporanis (CETC) el 2004.

## Carrera professional
Albert Bastardas estudià filologia catalana a la Universitat Autònoma de Barcelona i a la Universitat de Barcelona i, posteriorment, es doctorà amb una tesi sobre llengua i immigració a Catalunya el 1985 a la Universitat Laval de Quebec. És coordinador de Sociocomplexitat. Grup de Complexitat, Comunicació i Sociolingüística, reconegut per la Generalitat de Catalunya, i ha estat investigador principal de diversos projectes de recerca de caràcter públic sobre aspectes sociolingüístics de la llengua catalana. Del 2011 al 2015 fou també investigador ICREA-Acadèmia.
Les seves aportacions teòriques s'han centrat a desenvolupar una perspectiva de la sociolingüística, de la política i la planificació lingüístiques, i de la lingüística general, basada en una ecologia sociocognitiva, que ha evolucionat posteriorment cap al paradigma conegut com a complexitat. Ha impulsat també l'estudi comparatiu de les comunitats lingüístiques mitjanes tecnoeconòmicament desenvolupades a fi de comprendre la seva evolució en el marc del procés general de globalització.
Conceptualment, ha posat en circulació termes com subsidiarietat lingüística i sostenibilitat lingüística, orientats a renovar les bases de les polítiques lingüístiques contemporànies, caracteritzades per comunitats lingüístiques poliglotitzades que han de conciliar el manteniment dels seus codis propis amb les necessitats comunicatives de l'era glocal.